# Emmaculate Msipa
Emmaculate Msipa, née le 7 juin 1992, est une footballeuse internationale zimbabwéenne.

## Biographie
En 2016, elle participe avec l'équipe du Zimbabwe féminine de football aux jeux olympiques de Rio. Durant le temps complémentaire de leur dernier match, elle est à l'origine de l'unique but de son équipe face à l'équipe d'Australie féminine de football.
En février 2021, elle rejoint le championnat d'Espagne féminin de football de deuxième division et le CF joventut almassora. Fin 2021, elle est recrutée par l'équipe féminine turque du Fatih Karagümrük SK.